# Cirolana transcostata
Cirolana transcostata là một loài chân đều trong họ Cirolanidae. Loài này được Barnard miêu tả khoa học năm 1959.